# Marzpetuni
Els Marzpetuni o Mardpetuni van ser una família de nakharark (nobles) secundaris amb feu al Mardpetakan, a l'est de Baspracània, a l'antiga Armènia.
El seu personatge més destacat va ser Georg Marzpetuni que l'any 924, quan l'ostikan d'Armènia Nasr va marxar a l'Azerbaidjan i va deixar com a lloctinent a Dvin a un tal Bekr. Georg Marzpetuni va atacar les forces estacionades a la ciutat i el va fer retirar darrere de les muralles de Dvin. Georg Marzpetuni va netejar el país de bandes de musulmans, i va fer un intercanvi de presoners amb l'emir de Dvin. Un Gor o Kor Marzpetuni dirigia la família cap a l'any 970.